# Везана наелектрисања
Електрична поларизација у вези је са прерасподелом везаних електрона у материјалу, што ствара додатну густину наелектрисања познату и као густина везаних наелектрисања {\displaystyle \rho _{v}\,}:
{\displaystyle \rho _{v}=-\nabla \cdot \mathbf {P} }
тако да је укупна густина наелектрисања која се рачуна у Максвеловим једначинама дата са:
{\displaystyle \rho =\rho _{s}+\rho _{v}\,}
где је {\displaystyle \rho _{s}\,} густина слободних наелектрисања.
На површини поларизованог материјала, везана наелектрисања се јављају као површинска густина наелектрисања:
{\displaystyle \sigma _{v}=\mathbf {P} \cdot \mathbf {\hat {n}} _{\mathrm {van} }\,}
где је {\displaystyle \mathbf {\hat {n}} _{\mathrm {out} }\,} јединични вектор усмерен споља, нормално на површину. Ако је P униформно унутар материјала, ово површинско налектрисање је уједно и једино наелектрисање у материјалу.
Када се густина поларизације мења у времену, тада временски зависна густина везаних наелектрисања ствара густину струје од:
{\displaystyle \mathbf {J} _{v}={\frac {\partial \mathbf {P} }{\partial t}}}
тако да укупна густина струје која се рачуна у Максвеловим једначинама износи:
{\displaystyle \mathbf {J} =\mathbf {J_{s}} +\nabla \times \mathbf {M} +{\frac {\partial \mathbf {P} }{\partial t}}}
где је {\displaystyle \mathbf {J_{s}} } густина струје слободних наелектрисања, а други члан настаје услед промене магнетског поља (када постоји).